# Landkreis Waldenburg i. Schles.

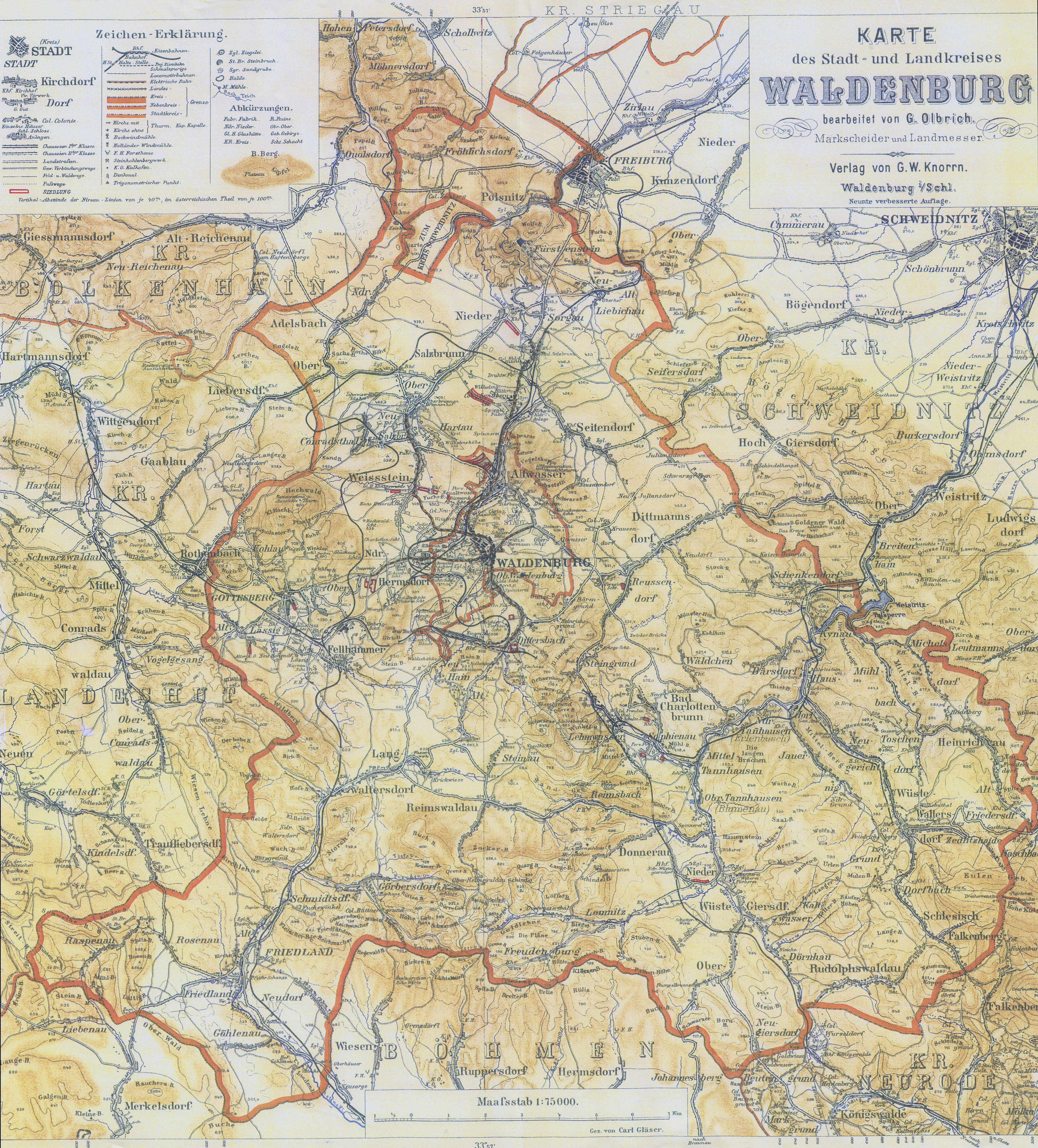
Stadt- und Landkreis Waldenburg

Der Landkreis Waldenburg (Schles) war ein preußischer Landkreis in Schlesien. Er bestand in der Zeit von 1818 bis 1945. Seine Kreisstadt war die Stadt Waldenburg, die seit 1924 einen eigenen Stadtkreis bildete. Das frühere Kreisgebiet liegt heute in der polnischen Woiwodschaft Niederschlesien.

## Verwaltungsgeschichte
Im Regierungsbezirk Reichenbach der preußischen Provinz Schlesien wurde zum 1. Januar 1818 aus dem südwestlichen Teil des Kreises Schweidnitz der neue Kreis Waldenburg gebildet. Nach der Auflösung des Regierungsbezirks Reichenbach wurden die Kreise Schweidnitz und Waldenburg am 1. Mai 1820 dem Regierungsbezirk Breslau zugeteilt.
Seit dem 1. Juli 1867 gehörte der Kreis als Teil Preußens zum Norddeutschen Bund und ab dem 1. Januar 1871 zum Deutschen Reich. Zum 8. November 1919 wurde die Provinz Schlesien aufgelöst und aus den Regierungsbezirken Breslau und Liegnitz die neue Provinz Niederschlesien gebildet.
Zum 1. April 1924 wurde die Stadt Waldenburg zu einem eigenen Stadtkreis erhoben. Damit erhielt der Kreis Waldenburg die Bezeichnung Landkreis. Zum 30. September 1928 wurden im Landkreis Waldenburg entsprechend der Entwicklung im übrigen Preußen alle Gutsbezirke aufgelöst und benachbarten Landgemeinden zugeteilt.
Zum 1. April 1934 wurden die Landgemeinden Alt Reichenau und Quolsdorf aus dem Kreis Jauer sowie die Landgemeinden Gaablau, Liebersdorf und Rothenbach aus dem Kreis Landeshut in den Landkreis Waldenburg umgegliedert. Gleichzeitig wurde der Stadtkreis Waldenburg um die Landgemeinde Ober Waldenburg sowie Flurstücke der Landgemeinden Dittersbach, Hermsdorf und Weißstein aus dem Landkreis Waldenburg vergrößert.
Am 13. September 1937 erhielten Stadt und Kreis die amtliche Bezeichnung Waldenburg (Schles.). Am 7. Oktober 1937 wurde im amtlichen Namen der Punkt im Zusatz Waldenburg (Schles) gestrichen. Am 1. April 1938 wurden die preußischen Provinzen Niederschlesien und Oberschlesien zur neuen Provinz Schlesien zusammengeschlossen. Zum 18. Januar 1941 wurde die Provinz Schlesien erneut aufgelöst. Aus den Regierungsbezirken Breslau und Liegnitz wurde die neue Provinz Niederschlesien gebildet.
Im Frühjahr 1945 wurde das Kreisgebiet von der Roten Armee besetzt. Im Sommer 1945 wurde das Kreisgebiet von der sowjetischen Besatzungsmacht gemäß dem Potsdamer Abkommen unter polnische Verwaltung gestellt. Im Kreisgebiet begann darauf der Zuzug polnischer Zivilisten, die zum Teil aus den an die Sowjetunion gefallenen Gebieten östlich der Curzon-Linie kamen. In der Folgezeit wurde die deutsche Bevölkerung größtenteils aus dem Kreisgebiet vertrieben.

## Kommunalverfassung
Der Kreis Waldenburg gliederte sich zunächst in Städte, Landgemeinden und Gutsbezirke. Aufgrund der Kreisordnung für die Provinzen Preußen, Brandenburg, Pommern, Posen, Schlesien und Sachsen vom 13. Dezember 1872 wurden ab 1. Januar 1874 – im Kreis Waldenburg ab 9. Mai 1874 – zunächst 33 Amtsbezirke eingeführt, um die überwiegend sehr kleinen Gemeinden von den wachsenden Verwaltungsaufgaben zu entlasten. Die Anzahl dieser Amtsbezirke verminderte sich auf 26 bis 1945. Letzte Änderungen erfuhr die Kreisverfassung in Schlesien durch die Kreisordnung für die Provinzen Ost- und Westpreußen, Brandenburg, Pommern, Schlesien und Sachsen vom 19. März 1881.
Mit Einführung des preußischen Gemeindeverfassungsgesetzes vom 15. Dezember 1933 gab es ab dem 1. Januar 1934 eine einheitliche Kommunalverfassung für alle preußischen Gemeinden. Mit Einführung der Deutschen Gemeindeordnung vom 30. Januar 1935 trat zum 1. April 1935 im Deutschen Reich eine einheitliche Kommunalverfassung in Kraft, wonach die bisherigen Landgemeinden nun als Gemeinden bezeichnet wurden. Diese waren in Amtsbezirken zusammengefasst.

## Einwohnerentwicklung
| Jahr | Einwohner | Quelle |
| ---- | --------- | ------ |
| 1819 | 35.011    | [ 3 ]  |
| 1846 | 56.263    | [ 4 ]  |
| 1871 | 99.452    | [ 5 ]  |
| 1885 | 117.684   | [ 6 ]  |
| 1900 | 143.361   | [ 7 ]  |
| 1910 | 168.714   | [ 7 ]  |
|      |           |        |
| 1925 | 133.504   | [ 8 ]  |
| 1939 | 117.918   | [ 8 ]  |

## Landräte
- 1818–183400Leopold von Reichenbach (1773–1834)
- 1834–184700von Ziethen
- 1847–185300August von Ende (1815–1889) (Ehrenbürger von Waldenburg)
- 1854–186600Arnold von Rosenberg (1824–1883)
- 1867–187400Conrad von Zedlitz und Neukirch
- 1875–188200Rudolf von Bitter der Jüngere (1846–1914)
- 1882–188500Karl von Dörnberg (1854–1891)
- 1885–189700Kurt von Lieres und Wilkau
- 1897–190700Jakob Scharmer
- 1907–191600Robert von Zedlitz und Neukirch (1872–1937)
- 1916–191900Götz von Götz (1881–1954)
- 19190000000Mücke (kommissarisch)
- 1920–192500Oskar Schütz
- 1925–193200Karl Franz (1881–1967)
- 1932–193300Wilhelm Brandes (auftragsweise)
- 19330000000Walther von Boeckmann (1888–1970) (vertretungsweise)[9]
- 1933–193400Walther Kühn (1892–1962)
- 1934–194300Karl Williger
- 1943–194500Günther Bier

## Gemeinden
Der Landkreis Waldenburg umfasste zuletzt zwei Städte und 45 Landgemeinden:
| - Adelsbach - Alt Reichenau - Altlässig - Bad Charlottenbrunn - Bad Salzbrunn - Bärsdorf - Dittmannsdorf - Donnerau - Dorfbach - Dörnhau - Erlenbusch - Fellhammer | - Friedland, Stadt - Fröhlichsdorf - Gaablau - Göhlenau - Görbersdorf - Gottesberg, Stadt - Großhain - Hausdorf - Heinrichsau - Hermsdorf - Kynau - Langwaltersdorf | - Lehmwasser - Liebersdorf - Liebichau - Lomnitz - Michelsdorf - Neudorf - Nieder Salzbrunn - Ober Wüstegiersdorf - Polsnitz - Quolsdorf - Raspenau - Reimsbach | - Reimswaldau - Reußendorf - Rothenbach in Schlesien - Rudolfswaldau - Schmidtsdorf - Seitendorf - Sophienau - Steingrund - Weißstein - Wüstegiersdorf - Wüstewaltersdorf |

Wüstegiersdorf hieß bis 1917 Nieder Wüstegiersdorf, Hermsdorf hieß bis 1933 Nieder Hermsdorf und Bad Salzbrunn hieß bis 1933 Ober Salzbrunn. Bis 1937 fanden im Kreis die folgenden Eingemeindungen statt:
| - Alt Liebichau, am 4. März 1909 zu Liebichau - Althain, am 24. April 1923 zu Dittersbach - Altwasser, am 1. April 1919 zu Waldenburg - Bärengrund, am 4. Mai 1920 zu Dittersbach - Blumenau, am 1. Januar 1929 zu Wüstegiersdorf - Dittersbach in Schlesien, am 1. Mai 1935 zu Großhain - Freudenburg, am 1. Januar 1929 zu Lomnitz - Friedersdorf, am 1. April 1938 zu Heinrichau - Grund, am 1. Oktober 1937 zu Wüstewaltersdorf - Hartau, am 31. März 1920 zu Neu Salzbrunn - Jauernig, am 1. April 1938 zu Hausdorf - Kaltwasser, am 1. Januar 1929 zu Wüstegiersdorf - Konradsthal, am 1. Juni 1929 zu Weißstein - Neu Lässig, am 30. September 1928 zu Fellhammer - Neu Liebichau, am 4. März 1909 zu Liebichau - Neu Salzbrunn, am 1. April 1927 zu Weißstein - Neu Wüstegiersdorf, am 1. Januar 1929 zu Ober Wüstegiersdorf | - Neugericht, am 1. April 1938 zu Hausdorf - Neuhain, am 1. Mai 1934 zu Steinau - Neuhohendorf, am 30. September 1928 zu Fellhammer - Nieder Adelsbach, nach 1910 zu Adelsbach - Nieder Waltersdorf, am 28. Januar 1926 zu Schmidtsdorf - Ober Adelsbach, nach 1910 zu Adelsbach - Ober Hermsdorf, am 31. März 1929 zu Gottesberg - Ober Waldenburg, am 1. Mai 1934 zu Waldenburg - Rosenau, am 1. April 1938 zu Raspenau - Schenkendorf, am 1. April 1937 zu Kynau - Schlesisch Falkenberg, am 1. Januar 1929 zu Dorfbach - Sorgau, am 10. April 1920 zu Nieder Salzbrunn - Steinau, am 1. April 1938 zu Großhain - Tannhausen, am 1. Januar 1929 zu Wüstegiersdorf - Toschendorf, am 1. Oktober 1937 zu Wüstewaltersdorf - Wäldchen, am 1. April 1938 zu Erlenbusch - Zedlitzheide, am 1. Oktober 1937 zu Wüstewaltersdorf |

## Sehenswürdigkeiten
Im Norden des ehemaligen Kreisgebietes liegt das Schloss Fürstenstein.

## Persönlichkeiten
- Schriftsteller und Literaturnobelpreisträger Gerhart Hauptmann, geboren am 15. November 1862 in Obersalzbrunn, (seit 1935 „Bad Salzbrunn“) gestorben am 6. Juni 1946 in Agnetendorf.
- Komponist und Gitarrist Peter Weirauch, geboren am 30. August 1933 in Polsnitz, gestorben am 30. Januar 2019 in Berlin.